# Шульгино (станция)
Шульгино́ — железнодорожная станция Курского направления Московской железной дороги. Расположена в Заокском районе Тульской области.
Имеется прямое беспересадочное сообщение с Тулой, Серпуховом и Москвой. Для посадки и высадки пассажиров используются две боковые платформы, соединённые между собой настилом. Со стороны платформы «На Тулу» расположено здание вокзала, где имеется небольшой зал ожидания. В кассе вокзала возможна покупка билетов только на пригородные электропоезда.
На станции останавливаются все электропоезда (7 пар в сутки), следующие в южном направлении до станции Тула-I, в северном — до станций Серпухов, Москва-Курская, Москва-Каланчёвская. Ранее по выходным дням станция была конечной для электропоездов «Москва-Каланчёвская — Шульгино» и «Новоиерусалимская — Шульгино».
Время движения с Курского вокзала — 2 час. 32 мин., с Московского вокзала Тулы — 54 мин. Относится к 15 тарифной зоне. Турникетов нет.
В 2 км от станции находятся сёла Шульгино, Щеблово, деревни Баранцево, Каменка и Быковка.